# Родионовка (Грузия)
Родионовка (также известно как Паравани) — село в Ниноцминдском муниципалитете края Самцхе-Джавахети (община Тамбовка) в Грузии.

## География
Расположено на берегу озера Паравани, на высоте 2100 метров над уровнем моря.

## История
Село основано в 1842 году представителями русской христианской секты духоборов. Духоборы были выходцами из села Родионовка Таврической губернии, по названию малой родины новое село также получило название Родионовка. В советские годы в селе располагался передовой колхоз, который специализировался на выпуске сыра.

## Достопримечательности

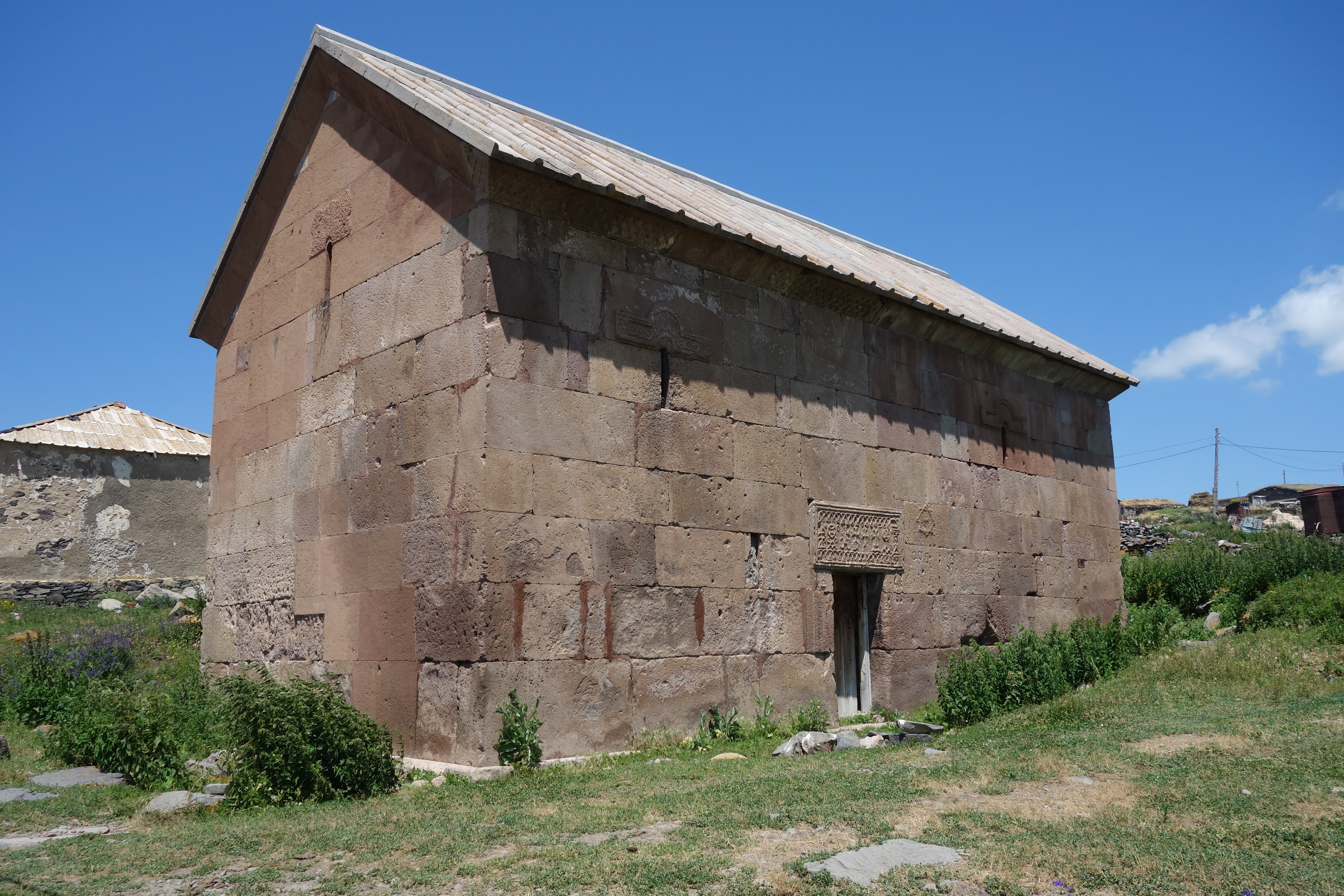
Параванская церковь

В центре села стоит большая однонефная церковь зального типа, сложенная из чисто отглаженных длинных блоков. Церковь относится к X—XI векам.
Церковь имеет украшения на архитраве двери. На архивольтах оригинальных карнизов и окон сохранились орнаменты. В церкви есть надписи. Одна из них гласит: «Христос, помилуй Павла».
Есть в Родионовке и вторая церковь, сравнительно небольшая. Его крыша и стены повреждены. Рядом расположен позднесредневековый караван-сарай.

## Население
| Год переписи | Население |
| ------------ | --------- |
| 2002 г.      | 308       |
| 2014         | 277 ▼     |

По данным на 2002 год население села составляет 308 человек (164 мужчины и 144 женщины). 98 % населения села составляли армяне.
По данным переписи 2014 года в селе проживало 277 человек, из которых армяне составляли 98 % населения, грузины — 2 %.

## литература
- М. Беридзе, Состояние памятников Джавахети (отчет научной экспедиции, 1979 г.). Джавахети. История и современность. Ахалцихе 2002 г. п. 335—404.

## Примечание
1. ↑  The Doukhobor Gazetteer - Search Details. www.doukhobor.org. Дата обращения: 27 июля 2022.
2. ↑  საქართველოს მოსახლეობის 2002 წლის პირველი ეროვნული საყოველთაო აღწერის ძირითადი შედეგები. Дата обращения: 5 июля 2012. Архивировано 19 сентября 2013 года.